# Chengziya
Chengziya, también escrito como Chengziyai, es un sitio arqueológico chino y la ubicación del primer descubrimiento, en 1928, de la existencia de la cultura neolítica Cultura de Longshan. El descubrimiento de la cultura Longshan en Chengziya fue un paso significativo hacia la comprensión de los orígenes de la civilización china. Chengziya sigue siendo el asentamiento prehistórico más grande encontrado hasta la fecha. El sitio está ubicado en la provincia de Shandong, a unos 25 kilómetros (15,5 mi) al este de la capital provincial, Jinan. Está protegido y accesible por el Museo de las Ruinas de Chengziya (Chino: 城子崖遗址博物馆; pinyin: Chéngzǐyá Yízhǐ Bówùguǎn).

## Ubicación
Chengziya se encuentra aproximadamente a 1 kilómetro (0,6 mi) oeste de la ciudad de Longshan (Chino: 龙山镇; pinyin: Lóngshān Zhèn) bajo la administración de la ciudad de Zhangqiu y a unos 25 kilómetros (15,5 mi) al este de la capital provincial de Jinan. El sitio está ubicado inmediatamente al norte de la carretera provincial S102 y a menos de 1 kilómetro (0,6 mi) al sur del Lago Dragón. Otros puntos de referencia en la zona son el Mausoleo de Dongping (menos de 2 kilómetros (1,2 mi) al este) y las ruinas de la antigua muralla de la ciudad.

## Asentamiento neolítico

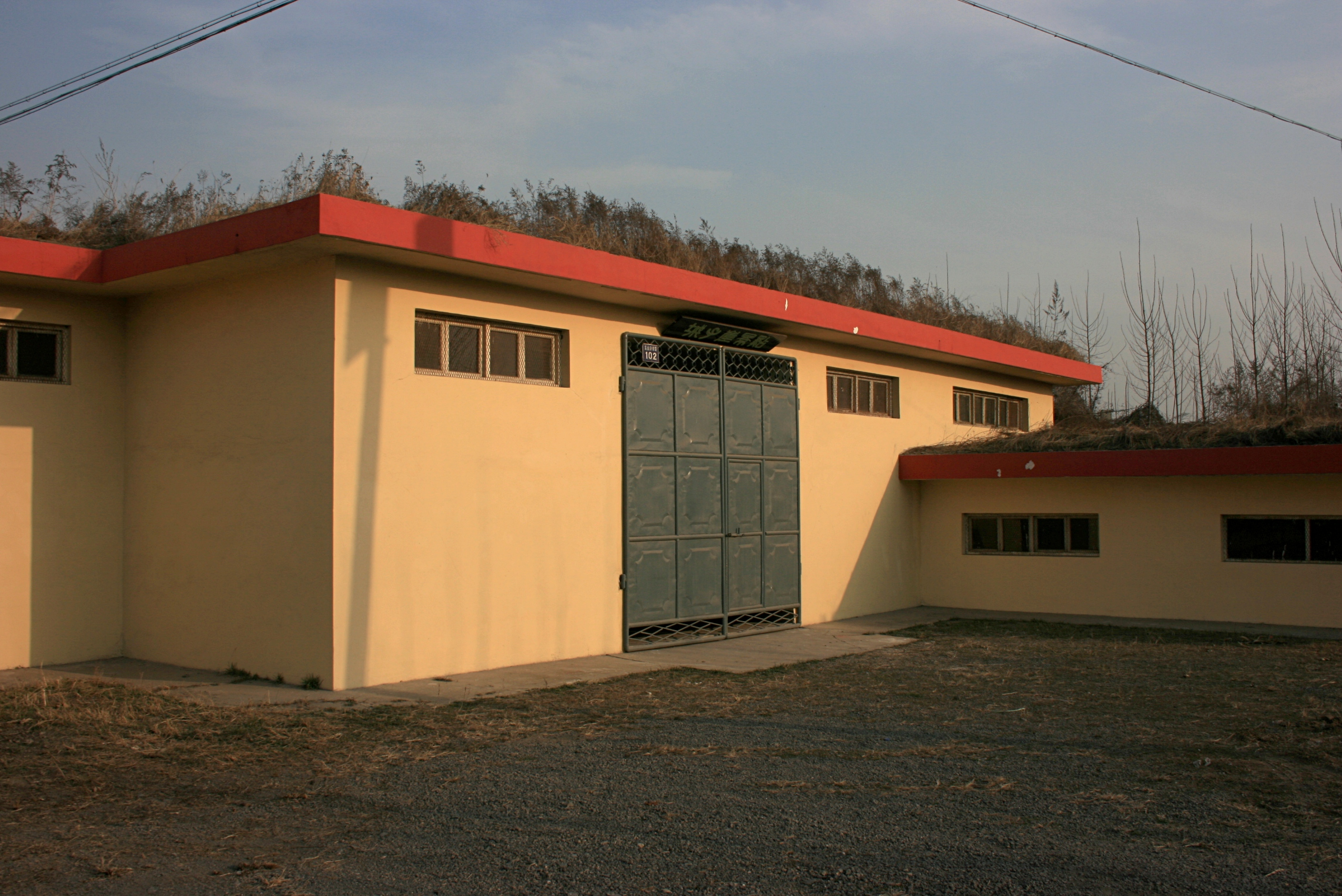
Edificio que protege el sitio de excavación

El antiguo asentamiento de Chengziya fue construido alrededor del 2600 aC y estaba ubicado en una meseta cerca de los antiguos ríos Guanlu y Wuyuan. El nombre Chengziya, literalmente "acantilado de la ciudad", se refiere a este lugar y al muro que rodea el asentamiento. El río Wuyan fluye en dirección norte-sur hacia el oeste del asentamiento. El asentamiento de Chengziya tenía un diseño rectangular (400 por 500 metros, 1300 por 1600 pies) con bordes orientados a lo largo de las direcciones norte-sur y este-oeste. Mientras que los muros oeste, sur y este son rectos, el muro norte sobresale hacia afuera siguiendo el terreno. Por lo tanto, el asentamiento cubría un área de aproximadamente 200,000 metros cuadrados y estaba encerrado por un muro de tapial (tierra apisonada) de unos 7 metros (7,7 yd) altura, medía 10 metros (10,9 yd) ancho en la base y afilado a un ancho de 5 metros (5,5 yd) en la parte superior. La técnica para erigir los muros de tierra machacada fue una nueva innovación en ese momento. Capas sucesivas que oscilan entre 12 y 14 centímetros (5,5 plg) de espesor se compactaron antes de añadir la siguiente capa. En el exterior de las paredes había un foso profundo que se alimentaba con agua de un río cercano. Como no hay muros importantes dentro del asentamiento, el diseño se ajusta al estilo de una "ciudad plataforma" (Chino: 台城; pinyin: tái chéng).
Chenziya está en el centro de un grupo de más de 40 sitios pertenecientes a la cultura Longshan. Estos sitios tienen tres tamaños diferenciados: se cree que los sitios que cubren desde unos pocos miles hasta 10,000 metros cuadrados pertenecen al ju (Chino: 居; pinyin: Jū; lit.: 'asentamientos') a los que se hace referencia en documentos antiguos. Se cree que los sitios más grandes de hasta 50,000 metros cuadrados son yi (ciudades centrales) y, finalmente, Chengziya se ha identificado como un du (Chino: 都; pinyin: Dū, capital). Sobre la base de los depósitos gruesos encontrado en el sitio (desde 3 o 4  hasta 5 o 6 metros de profundidad), la población de Chengziya se ha estimado en decenas de miles.

## Otros asentamientos
Después del declive de la cultura Longshan, el sitio de Chengziya fue ocupado por dos asentamientos amurallados más. Uno perteneciente a la cultura Yueshi (1900 a 1500 a. C.) y el otro data de la época de la dinastía Zhou (1100 a 256 a. C.).

## Estudio arqueológico

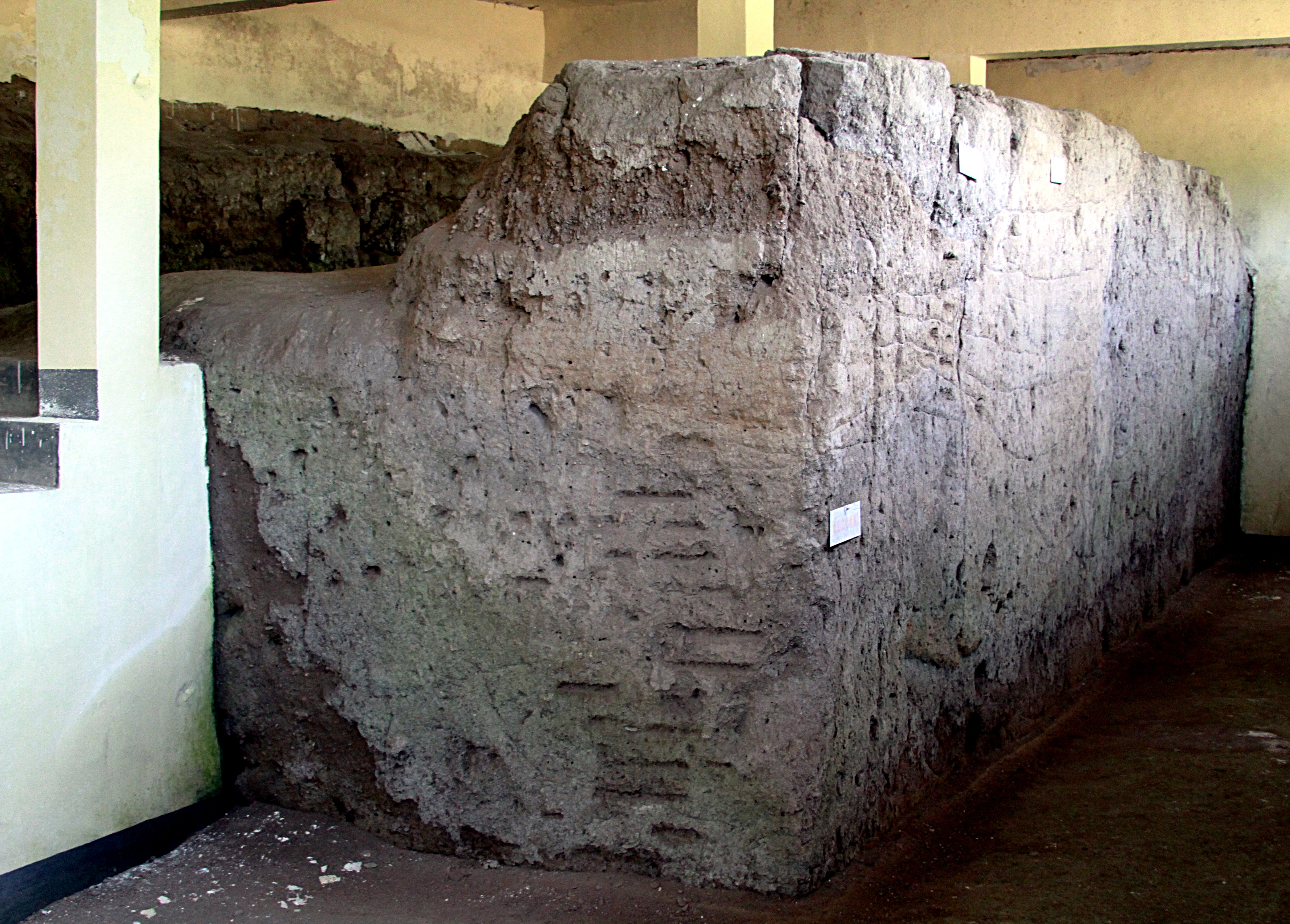
Muralla de la ciudad antigua

El sitio fue descubierto en 1928 por el arqueólogo Wu Jinding (Chino: 吴金鼎; pinyin: Wú Jīndǐng, 1901 a 1948) Fue el primer descubrimiento de reliquias de la cultura Longshan que recibió su nombre de la cercana Longshan (Chino simplificado: 龙山; Chino tradicional: 龍山; pinyin: Lóng Shān, literalmente "Montaña del Dragón") y el pueblo del mismo nombre. Las primeras excavaciones en el sitio se llevaron a cabo en los años 1930 y 1931. Esta fue la primera vez que tales investigaciones de campo fueron realizadas exclusivamente por arqueólogos chinos utilizando métodos modernos. En 1990, el Instituto Arqueológico de la provincia de Shandong realizó excavaciones adicionales en el lado sur de la carretera provincial.
Las excavaciones en el sitio han desenterrado los cimientos de casas, hornos de alfarería y pozos, así como artículos de alfarería (por ejemplo, calderos de trípode, tazas, jarras), herramientas de piedra, huesos de oráculo y armas. Los elementos característicos encontrados en el sitio incluyen cerámica fina pulida en negro, en particular vasijas giratorias con un contorno angular, abundante cerámica gris, así como hachas rectangulares de piedra pulida. Parte de la cerámica encontrada presenta inscripciones.
Los objetos encontrados dentro del asentamiento de Chengziya eran en general de mayor calidad que los de las áreas circundantes, lo que se interpreta como una indicación de que Chengziya, como capital regional, recibió tributo de los asentamientos más pequeños circundantes.
Chengzija es uno de los pocos yacimientos arqueológicos neolíticos en los que se han encontrado huesos de caballos. Sin embargo, el material encontrado no permite determinar si los caballos ya habían sido domesticados en ese momento.

## Museo

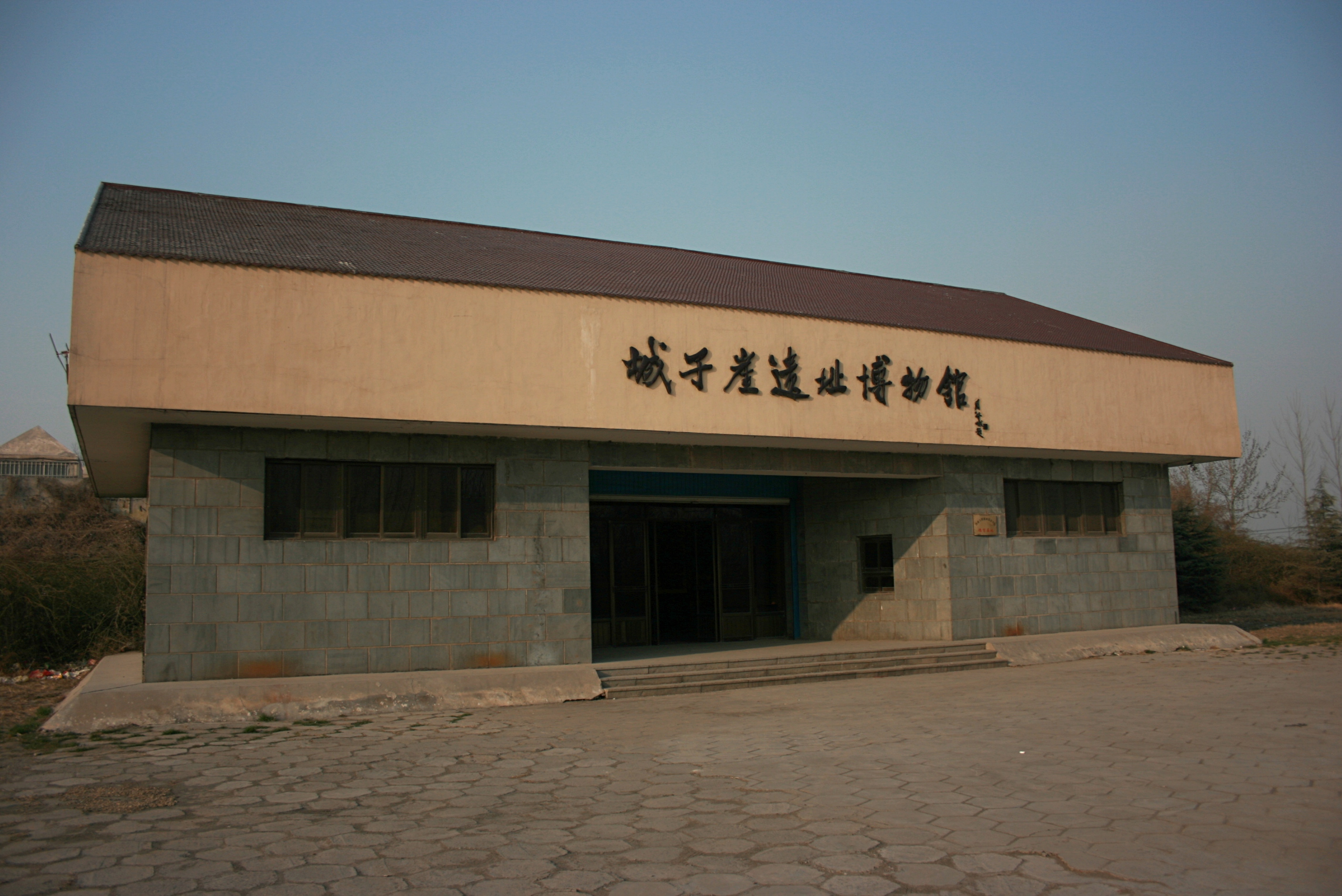
Edificio de entrada al museo

El Museo de las Ruinas de Chengziya se encuentra a 100 m al este del asentamiento neolítico. Cubre una superficie de 20.000 metros cuadrados de los cuales 4.000 metros cuadrados están ocupados por el edificio principal. El edificio del museo fue diseñado por Yang Hongxun, un experto en edificios históricos. El edificio tiene la forma de un pájaro mítico con alas que contienen las salas de exposiciones y las instalaciones para conferencias en el cuerpo. El museo fue inaugurado en septiembre de 1994, el costo total de construcción fue de 6 millones de yuanes chinos. El complejo del museo también alberga el Instituto de Investigación Cultural de Jinan Longshan. Desde su apertura, el museo ha recibido más de 500.000 visitantes.

## Importancia política
Los restos de la cultura Longshan en Chengziya son cultivados por el gobierno como fuente de orgullo nacional por la larga historia de la civilización china. El sitio de Chengziya fue uno de los primeros sitios históricos y culturales que se colocaron bajo la protección del gobierno en 1961 (resolución número 1-140 del Consejo de Estado). Además, desde entonces ha sido declarado un sitio de "educación patriótica" de primer nivel por el gobierno municipal y provincial. Su importancia política ha sido acentuada por las visitas de líderes políticos.